# Ischnus facialis
Ischnus facialis là một loài tò vò trong họ Ichneumonidae.